# Montagnea candollei
Montagnea candollei är en svampart som först beskrevs av Elias Fries, och fick sitt nu gällande namn av Elias Fries 1854. Montagnea candollei ingår i släktet Montagnea och familjen Agaricaceae.   Inga underarter finns listade i Catalogue of Life.